# 吳梅嶺
吳梅嶺（1897年—2003年），原名吳添敏，生於嘉義縣朴子市。1919年任職樸仔腳公學校美術教員，1929年加入春萌畫會，曾入選三次臺展。戰後持續任職中學教師，獲得多項優良教師獎，獻身美術教育超過80年。畫風多元，早年繪畫作品主膠彩，中晚年轉為水墨之後，常在作品中融入水彩，畫面豐富熱情繽紛，自然寫意。除此之外，對於地方花燈、刺繡等傳統工藝亦有貢獻。

## 生平

### 家庭與早年生活
吳梅嶺原名吳天敏，嘉義朴子人，為臺灣本土畫家。其祖先來自金門烈嶼，家族以貿易為主業。早期隨著來自閩、粵的漢人到臺灣開墾，在臺南定居。吳氏家族經營陶瓷貿易生意，家族傳承至吳梅嶺之父吳燦那代，因吳燦喜愛繪晝，便與其長子吳炎開設一家貿易洋行，以寺廟描繪及大屋彩繪畫樑棟為主要業務。因當時社會環境以廟宇為地方百姓之信仰及精神寄託中心，相關的廟會節慶或婚喪喜慶等活動，需要製作裝飾的景觀，如花燈、結壇、藝閣等。吳梅嶺的童年時期，便在需協助家人事業的前提下，引發他學習繪畫，以描繪做為謀生之技。而協助繪製節慶活動的的記憶，自此在他的心頭紥根，成為日後創作的源頭。吳梅嶺在1905年，約10歲時進入嘉義廳學事講習會就讀，當時的基礎教育重點是以普通教育為主，他一邊上學一邊協助家裡事業，至到1912年才畢業。後續，即便朴子有設嘉義小學校樸仔腳分教場招收學生，但他還是選擇協助兄長經營畫燈生意。也因為生意的關係，從1916年開始有機會到臺北接觸不同的環境，並參觀了日本國博覽會，繁華的環境激起他到臺北深造的想法:7-12。

### 美術教員時期
1918年吳梅嶺擔任樸仔腳公學校（今朴子國小）教員，講習一年後，次年成為正式教員。隨後於1921年考入台北師範學校教育講習科，隔年畢業後被派往六腳公學校（今六腳國小）擔任訓導工作，1925年轉至朴子女子公學校（今大同國小）任教，教授圖畫科，直至1941年退休，期間協助家政科老師沈黃笑繪製刺繡圖稿，繪製這些圖稿不僅使吳梅嶺的繪畫技巧更為精進，也帶動當時朴子地區的女紅手藝風氣。戰後吳梅嶺於1946年成為東石初級農業學校（今東石高中）繪畫科教員，並於1949年參加中等學校美術科教員檢定合格，工作至1964年。1956年開始畫梅，並以「梅嶺」為號。18年教學期間曾獲嘉義縣教師特優獎、臺灣省教育廳勳績卓著優良教師獎、教育廳優良講師獎。校方感念其教學貢獻，於校內興建「梅嶺亭」以為紀念。吳梅嶺退休後，仍會於周末假日到學校畫室指導學生作畫。

### 退休與晚年
1964年11月，吳梅嶺再被東石中學聘為美術科教員。1969年其妻病逝後，即以學校宿舍為家，因為不忍美術教室學生辛苦通勤便叫他們同住宿舍。在寒暑假期間吳梅嶺都會去臺北長子吳錫煌及臺中次子吳宣雄家中小住，這段時間宿舍則成為美術教室學生的聚會場所。1973年，七十七歲的吳梅嶺正式從東石高中退休，美術教室由楊國雄接任，仍會在星期六、日抽空前去指導。吳梅嶺退休後，因學生擔心之後無固定場所聚會，便於1979年成立「梅嶺美術會」，恭請吳梅嶺當任永久指導老師，每年固定在朴子金臻圖書館舉行梅嶺美術會展。1984年學生黃明堂取得朴子當地人士認同，成立財團法人梅嶺美術文教基金會，籌建「梅嶺美術館」。吳梅嶺在百歲前除了參與展覽及審查，也很積極地從事創作1985年獲頒中華民國畫學會「美術教育」類金爵獎。1995年「梅嶺美術館」正式落成，逢吳梅嶺百歲誕辰，學生們便為其舉辦「吳梅嶺百年繪畫首展」。2001年在國父紀念館舉辦「吳梅嶺106歲回顧展」並出版專輯。2002年在阿波羅畫廊舉辦「吳梅嶺107歲畫展」。

## 作品風格
早期作品屬於東洋畫，手法偏向寫實工筆，題材著重於風景寫生畫，1930年第四屆臺展入選膠彩作品〈新岩路〉。1931年後轉變為庭園景色題材，1932年〈靜秋〉、1933年〈秋〉分別入選第六屆及第七屆臺展作品。畫作亦對人物的神情姿態拿捏細膩，1934年〈庭園一隅〉，現為梅嶺美術館鎮館畫作。自1950年代開始揣摩水墨畫技巧，嘗試將水彩融入，色彩豐富。晚期專攻花卉和山水，善於營造百花齊放的風格，而在山水畫的營構上，用色大膽，層次深刻豐富。不拘泥於技法流派，也不拘泥表現形式，風格多元，自然寫意。

## 美術教育成就
吳梅嶺於東石中學任教期間（1946-1964）因指導學生屢獲佳績，共獲得6次教育廳優良教師獎（1951-1957），其學生有陳振豐、楊元太、黃永川、張忠良等人:85。梅嶺美術會由其學生於1978年成立，每年於嘉義金臻圖書館展出師生聯展:99。展出時，因圖書館為非專業之展出空間，每次展出需更動場地設施，耗費相當之人力與時間，也因此造就梅嶺美術館成立之契機:120。
梅嶺美術館自1984開始至1995年成立，原經費由學生私人募款發起，後捐贈給嘉義縣政府，並向中央單位申請補助:121。
吳梅嶺亦對當地民俗工藝及文化產業的推廣產生影響，如於嘉義朴子女子公學校任教時（1926-1941）與家政課教師沈黃笑合作，發揚朴子刺繡工藝。朴子配天宮花燈則為其從小接觸之民俗工藝，每年帶領學生參與年節的花燈製作:101。

## 弟子
- 黃照芳
- 楊元太
- 陳政宏
- 蘇信義
- 張權
- 蘇信雄
- 林勛諒
- 林婉芬
- 吳漢宗

## 外部連結
- 國立歷史博物館典藏吳梅嶺作品 （页面存档备份，存于）
- 國立歷史博物館【口述歷史影像紀錄】 吳梅嶺 藝采春風 （页面存档备份，存于）
- 黃長春，【珍貴的台灣文化記像】萬事善解的人瑞畫家吳梅嶺 （页面存档备份，存于），人間福報 201-05-22